# Polskie Radio
Polskie Radio (Aussprache [ˈpɔlskʲɛ ˈradjɔ] kurz PR; deutsch Polnischer Rundfunk) ist die öffentlich-rechtliche Hörfunkanstalt in Polen. Die Polskie Radio SA betreibt landesweite und internationale Hörfunkprogramme sowie 17 regionale Sender. Polskie Radio ist Mitglied der Europäischen Rundfunkunion.

## Programme

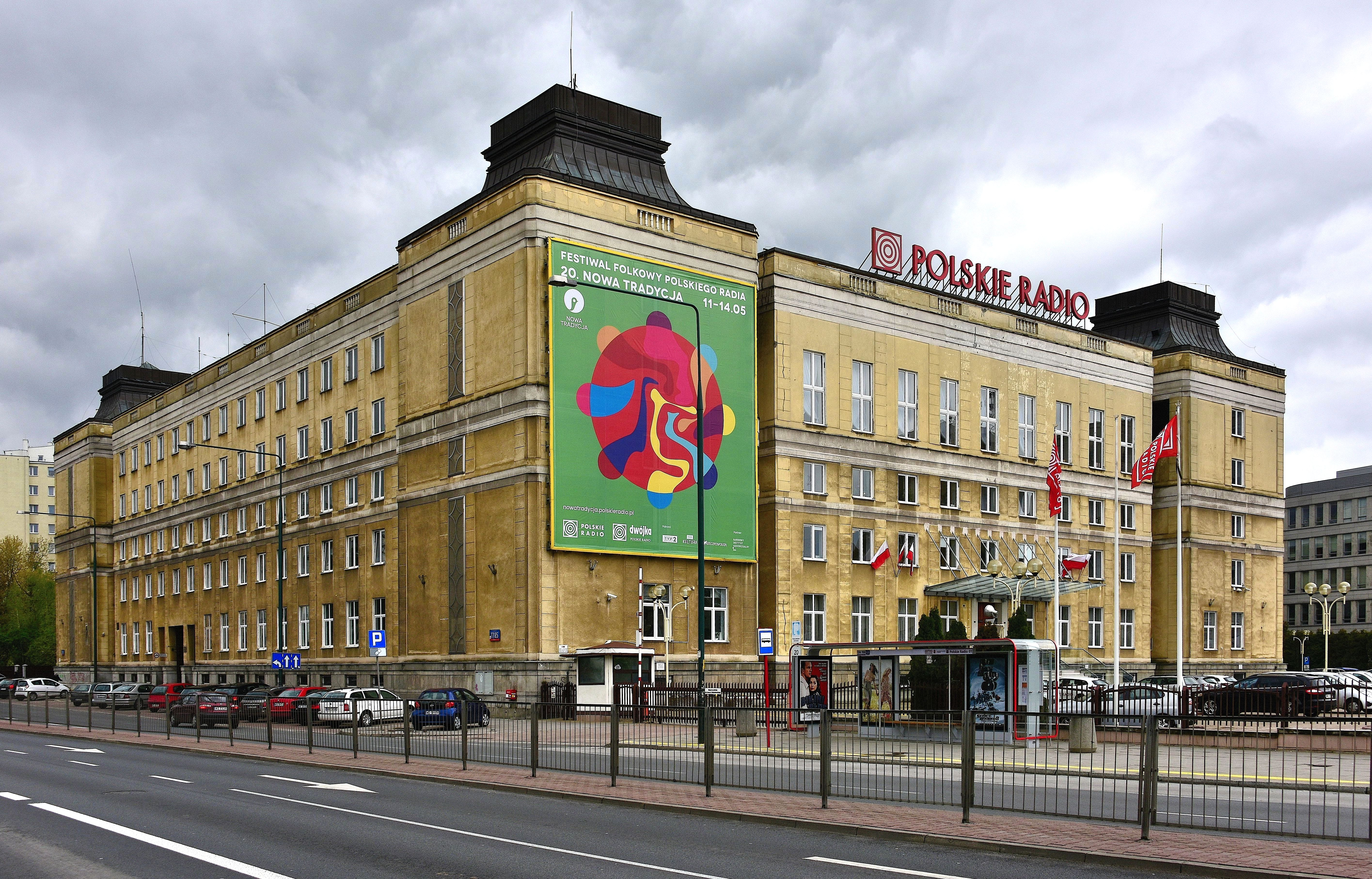
Sitz von Polskie Radio in Warschau

Polskie Radio strahlt die folgenden Programme aus:

### MW-Programme
- Radio Poland, Auslandsprogramm (1386 kHz, deutsch, 18:00–18:30 Uhr)

### UKW-Programme
- Polskie Radio 1 (PR1 „Jedynka“), Allgemeinprogramm, auch über LW zu empfangen.
- Polskie Radio 2 (PR2 „Dwójka“), Kulturprogramm
- Polskie Radio 3 (PR3 „Trójka“), Musikprogramm
- Polskie Radio 24 (PR24), Nachrichten

### DAB+-Programme
- Polskie Radio 4 (PR4 „Czwórka“), Jugendprogramm
- Polskie Radio Chopin, Programm für polnische Klassikmusik
- Polskie Radio Dzieciom (PRdZ), Kinderprogramm
- Polskie Radio Kierowców, Verkehrsprogramm
- Radio Poland, Auslandsprogramm (ehemals Radio Polonia, Polskie Radio dla Zagranicy)

## Geschichte

### Die erste Hörfunksendung 1925
Die erste Hörfunksendung wurde in Polen am 1. Februar 1925 von „Polskie Towarzystwo Radiotechniczne“ (deutsch: Polnische Radiotechnische Gesellschaft) auf der Wellenlänge 385 m aus Warschau gesendet. Es war eine Probesendung und ein technisches Experiment zugleich. Am 18. August 1925 wurde die „Polskie Radio Spółka z ograniczoną odpowiedzialnością“ (deutsch: Polnische Rundfunk GmbH) von Zygmunt Chamiec und Tadeusz Sułowski gegründet. Die Polnische Rundfunk GmbH hatte ein exklusives Senderecht in Polen.
„Halo, halo! Polskie Radio, Warszawa, fale 480“ (Hallo, Hallo! Hier ist der Polnische Rundfunk, Warschau, Wellenlänge 480) waren die ersten Worte, mit denen Polskie Radio seinen regulären Sendebetrieb am 18. April 1926 begann.

### 1926–1939
In den folgenden Jahren starteten weitere Sender des polnischen Rundfunks in den Städten: Krakau, Kattowitz, Wilna, Lemberg, Toruń, Baranowicze. Die Gesellschaft Polskie Radio hat um diese Zeit auch „Radio Poznańskie“ (Rundfunk Posen) – den Subkonzessionisten von 1925 übernommen.
1929 erhielt Polskie Radio die zweite, modifizierte Sendekonzession für 20 Jahre, in der auch der Neubau eines Senders empfohlen wurde, der polenweit zu hören wäre. Diese Empfehlung wurde schon im Mai 1931 erfüllt. Im Mai 1931 erbaute man in Łazy bei Raszyn einen neuen, 120 kW starken (damals eine hohe Leistung) und 200 Meter hohen Sender, damals den höchsten Sendemast in Europa. Man sendete auf der Wellenlänge 1111 Meter.
In den 1930er Jahren nahm man in Polen die Produktion eigener Radioempfänger auf. Radio war damals sehr populär und modern und zog dementsprechend große Schriftsteller, Musiker, Dirigenten, Schauspieler und andere Künstler magisch an. Persönlichkeiten wie Jan Parandowski, Zenon Kosidowski, Jerzy Szaniawski, Jarosław Iwaszkiewicz, Maria Dąbrowska, Maria Kuncewiczowa, Grzegorz Fitelberg, Zdzisław Górzyński, Stefan Jaracz, Aleksander Zelwerowicz und viele andere waren im Radio zu hören.

### Polnische Hörfunksender (Stand: 31. August 1939)
| Sendername                            | Betriebsstart    | Sendefrequenz kHz | Leistung KW     | Reichweite(*) km |
| LW                                    |                  |                   |                 |                  |
| Warszawa I                            | 18. April 1926   | 224               | 120             | 300              |
| MW                                    |                  |                   |                 |                  |
| Kraków                                | 15. Februar 1927 | 1022              | 10              | 45               |
| Poznań                                | 24. April 1927   | 868               | 50              | 100              |
| Katowice                              | 4. Dezember 1927 | 758               | 50              | 160              |
| Wilno                                 | 15. Januar 1928  | 536               | 50              | 140              |
| Lwów                                  | 15. Januar 1930  | 795               | 50              | 100              |
| Łódź                                  | 2. Februar 1930  | 1339              | 10              | 45               |
| Toruń                                 | 15. Januar 1935  | 968               | 24              | 60               |
| Warszawa II                           | 1. März 1937     | 1384              | 10              | 45               |
| Baranowicze                           | 1. Juli 1938     | 520               | 50              | 120              |
| Łuck                                  |                  | 424               | 50              |                  |
| KW                                    |                  |                   |                 |                  |
| Niepokalanów                          |                  |                   | 2               |                  |
| 6 weitere Sender des PiT-Ministeriums |                  |                   | ca. 5 je Sender |                  |

(*) Reichweite tagsüber, mit dem üblichen Radioempfänger der dreißiger Jahre

### September 1939 bis November 1944
In den ersten Septembertagen 1939 wurde der Sender in Raszyn zerstört, als Ersatzsender nahm am 7. September 1939 Warszawa II den Sendebetrieb auf. Der Sender „Warszawa II“ sendete Luftangriff-Warnungen, Weltnachrichten und Ansprachen des Warschauer Stadtpräsidenten Stefan Starzyński an die Bevölkerung.
Am 30. September 1939 übernahmen die deutschen Besatzer beide Sender „Warschau I“ (Raszyn, LW 224 kHz, 120 kW) sowie „Warschau II“ (Mokotow, MW 1384 kHz, 2 kW) für den Großdeutschen Rundfunk und ordneten die Konfiszierung aller polnischen Radioempfänger an. Polen durften unter Androhung der Todesstrafe kein Radio hören.
Der polnische Rundfunk nahm erneut im Sommer 1944 in Lublin die Arbeit auf.

### Nach dem 20. November 1944

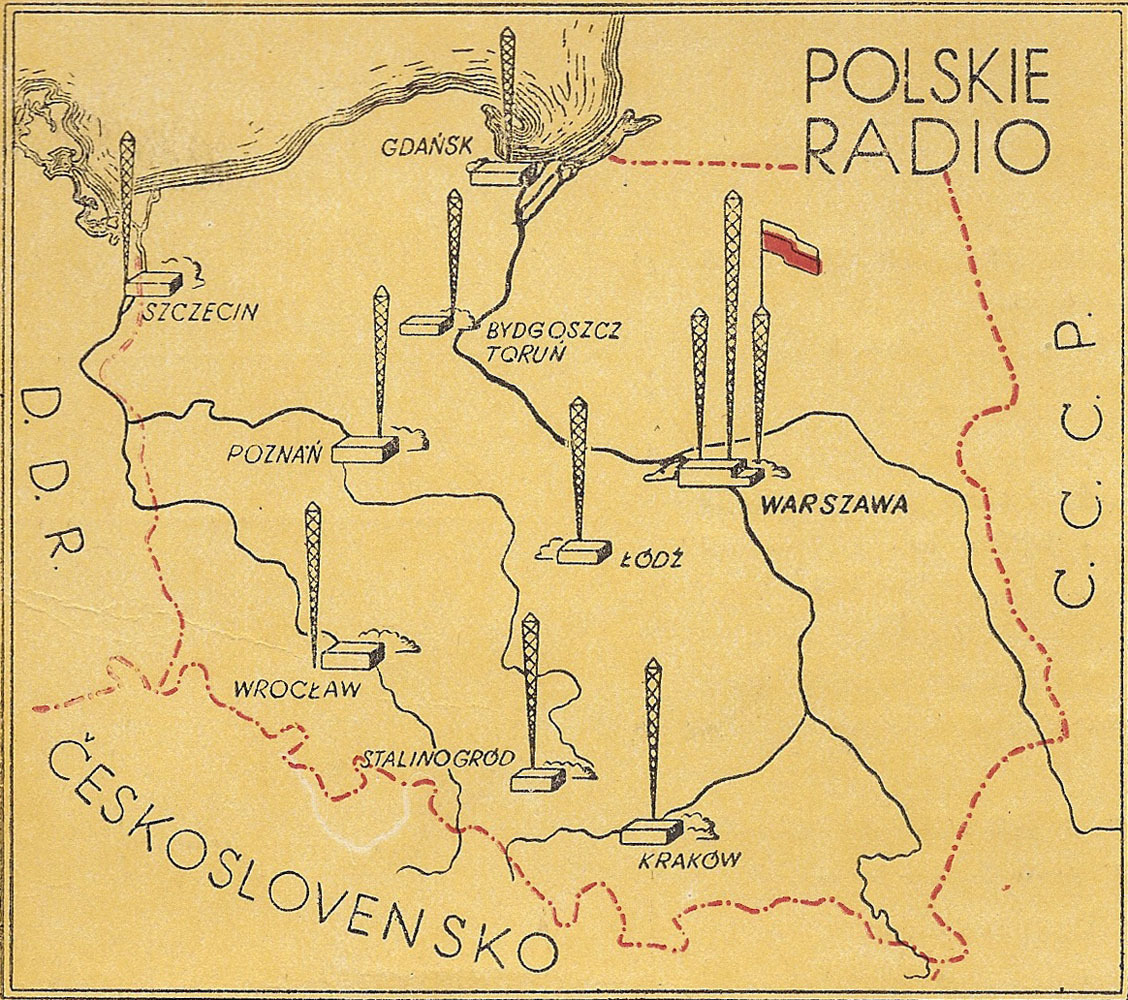
Hörfunksender 1956 in Polen

Am 20. November 1944 wurde Polskie Radio unter sowjetischer Besatzung in ein staatliches Unternehmen umgewandelt. Die ersten Nachkriegsjahre wurden dem Wiederaufbau der Infrastruktur gewidmet. 1948 wurde Polskie Radio in „Centralny Urząd Radiofonii“ (deutsch: Zentrales Rundfunkamt), später in „Komitet ds. Radiofonii“ (deutsch: Rundfunkkomitee) umbenannt.
Am 3. Oktober 1949 wurde das zweite landesweite Radioprogramm gestartet.
Am 15. November 1950 wurde die erste, halbstündige deutschsprachige Radiosendung von Polskie Radio anlässlich des gleichzeitig stattfindenden Weltfriedenskongresses ausgestrahlt. Bis 1989 waren für das deutsche Programm zeitweilig bis zu 20 Personen tätig, die ein täglich bis zu fünfstündiges Programm über Kurzwelle sendeten.
Im September 1957 entstand als eine der ersten Einrichtungen dieser Art (weltweit) das experimentelle Studio der elektronischen Tonverarbeitung, das für das Radio, TV, Film und Komponisten arbeitete.
Am 1. März 1958 startete das 3. Programm.
Im Juli 1961 sendete man zum ersten Mal in Stereo.
Im Jahr 1974 wurde ein 646 Meter hoher und 2000 kW starker Sendemast in Konstantynów errichtet, damals der größte Sendemast der Welt. Dank diesem Sendemast steigerte sich die Reichweite enorm und man konnte Polskie Radio in ganz Europa, in Nord-Afrika und fast überall in der Sowjetunion hören.
In den 1970er Jahren kehrte man zu der Sendeform Live-Sendung zurück. Die damals gestarteten Sendungen „Lato z Radiem“ (Sommer mit dem Radio, ab 1971), „Sygnały Dnia“ (Tagessignale, ab 1973) und „Cztery Pory Roku“ (Vier Jahreszeiten) werden auch heute noch in ähnlicher Form gesendet.
Am 2. Januar 1976 nahm das 4. Programm den Betrieb auf.
Am 29. Dezember 1992 reorganisierte man Hörfunk und Fernsehen, aus dem staatlichen Radiotelewizja Polska (RTVP) entstanden 19 neue Unternehmen: Telewizja Polska S.A., Polskie Radio S.A. und 17 regionale Gesellschaften.
Am 23. März 2012 gab der polnische Rundfunk das Ende seiner Auslandssendungen auf Kurzwelle bekannt. Die Dienste werden fortgeführt, sind aber seitdem nur noch über das World Radio Network online und über Satellit sowie über eine App für iPhone und Android zu hören. Außerdem gibt es die Sendungen als Podcast. Die Sendungen sind auch über die App TuneIn Radio, welche unter allen Systemen läuft, zweimal täglich auf Deutsch zu hören.

### „Audytorium 17“ – 17 regionale Gesellschaften der Polskie Radio SA
| Sendername                    | Sendersitz   | Reichweite                    | Extraprogramme                                                    | Link |
| Polskie Radio Białystok       | Białystok    | Woiwodschaft Podlachien       |                                                                   |      |
| Polskie Radio Gdańsk          | Gdańsk       | Woiwodschaft Pommern          |                                                                   |      |
| Polskie Radio Katowice        | Katowice     | Woiwodschaft Schlesien        |                                                                   |      |
| Polskie Radio Kielce          | Kielce       | Woiwodschaft Heiligkreuz      | Folk Radio – Volksmusikprogramm                                   |      |
| Polskie Radio Koszalin        | Koszalin     | Woiwodschaft Westpommern      | Radio Słupsk                                                      |      |
| Polskie Radio Kraków          | Kraków       | Woiwodschaft Kleinpolen       | OFF Radio Kraków, Alternativkulturprogramm                        |      |
| Polskie Radio Lublin          | Lublin       | Woiwodschaft Lublin           |                                                                   |      |
| Polskie Radio Łódź            | Łódź         | Woiwodschaft Łódź             |                                                                   |      |
| Polskie Radio Olsztyn         | Olsztyn      | Woiwodschaft Ermland-Masuren  |                                                                   |      |
| Polskie Radio Opole           | Opole        | Woiwodschaft Oppeln           | Radio Opole 2 – lokal Nachrichten                                 |      |
| Polskie Radio Pomorza i Kujaw | Bydgoszcz    | Woiwodschaft Kujawien-Pommern |                                                                   |      |
| Polskie Radio Rzeszów         | Rzeszów      | Woiwodschaft Karpatenvorland  |                                                                   |      |
| Polskie Radio Szczecin        | Szczecin     | Woiwodschaft Westpommern      | Radio Szczecin Extra                                              |      |
| Radio Wrocław                 | Wrocław      | Woiwodschaft Niederschlesien  | Radio Wrocław Kultura – Kulturprogramm, Radio RAM – Musikprogramm |      |
| Radio Dla Ciebie              | Warszawa     | Woiwodschaft Masowien         |                                                                   |      |
| Radio Merkury                 | Poznań       | Woiwodschaft Großpolen        | MC Radio                                                          |      |
| Radio Zachód                  | Zielona Góra | Woiwodschaft Lebus            | Radio Zielona Góra, Radio Gorzów Wielkopolski                     |      |